# پادشاهی متحد هلند
پادشاهی متحد هلند (هلندی: Verenigd Koninkrijk der Nederlanden; فرانسوی: Royaume-Uni des Pays-Bas‎) نام غیررسمی بود که بین سال‌های ۱۸۱۵ تا ۱۸۳۹ به پادشاهی هلند گفته می‌شد. این پادشاهی به عنوان یکی از پیامدهای جنگ‌های ناپلئونی از طریق ادغام سرزمین‌های جمهوری هلند، هلند اتریش و شاهزاده-اسقف‌نشین لیژ برای ایجاد یک حائل بین قدرت‌های اروپایی ایجاد شد. نوع حکومت آن پادشاهی مشروطه و شاه آن ویلیام اول بود.
این سرزمین با رخداد انقلاب بلژیک در سال ۱۸۳۰ فروپاشید. هلند با وجود جدایی دفاکتو بلژیک، تا سال ۱۸۳۹ و بسته‌شدن معاهده لندن و اصلاحات مرزی، از به رسمیت شناختن آن خودداری نمود.

## تقسیمات اداری

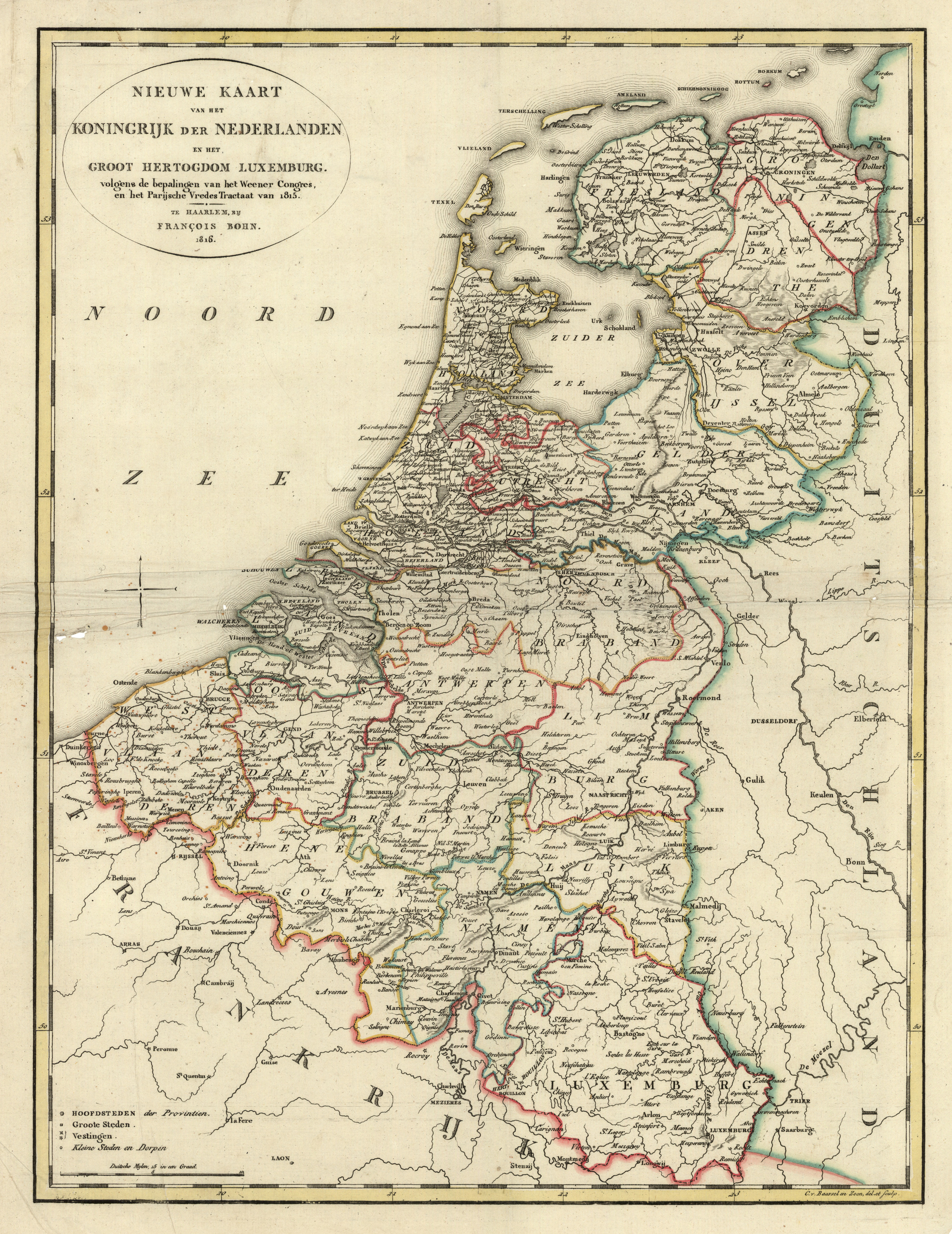
نقشه پادشاهی متحد هلند

نقشه پادشاهی متحد هلند

پادشاهی متحد هلند به ۱۷ استان و دوک‌نشین بزرگ لوکزامبورگ که از نظر مشروطه مجزا بود تقسیم می‌شد. بیشتر استان‌ها براساس دپارتمان‌هایی بودند که توسط فرانسه بنیان نهاده شده‌بودند. این استان‌ها شامل:
- آنتورپ (بخشی از بلژیک امروزی)
- درنته (بخشی از هلند)
- فلاندر شرقی (بلژیک)
- فریسلاند (هلند)
- خلدرلاند (هلند)
- خرونینگن (هلند)
- انو (بلژیک)
- هلند (هلند)
- لیمبورگ (تقسیم بین بلژیک و هلند)
- لیژ (بلژیک)
- نامور (بلژیک)
- برابانت شمالی (هلند)
- افریسل (هلند)
- South Brabant (بلژیک)
- اوترخت (هلند)
- فلاندر غربی (بلژیک)
- زیلاند (هلند)

پادشاهی متحد هلند همین‌طور یک کشور استعمارگر با مستعمره‌های فرادریایی در هند شرقی و سایر نقاط بود.